# Copa de Somalia
La Copa de Somalia es el torneo de copa a nivel de clubes más importante de Somalia y es organizado por la Federación Somalí de Fútbol.

## Historia
El torneo fue creado en el año 1997 bajo el formato de eliminación directa a dos partidos, excepto en la final, la cual se juega a partido único. El campeón de copa tiene la posibilidad de representar al país en la Copa Confederación de la CAF.
El torneo es un sistema abierto, en donde cualquier club afiliado a la Federación Somalí de Fútbol puede participar.

## Palmarés
| Temporada | Campeón                     | Resultado       | Finalista           |            |
| --------- | --------------------------- | --------------- | ------------------- | ---------- |
| 1977      | Lavori Publici FC           | –               |                     |            |
| 1978      | No se jugó                  | No se jugó      | No se jugó          | No se jugó |
| 1979      | Marine Club FC              | –               |                     |            |
| 1980      | Lavori Publici FC           | –               |                     |            |
| 1981      | National Printing Agency FC | –               |                     |            |
| 1982      | Horseed FC                  | –               |                     |            |
| 1983      | Horseed FC                  | –               |                     |            |
| 1984      | Waxcol                      | –               |                     |            |
| 1985      | FC Petroleum                | –               |                     |            |
| 1986      | Marine Club FC              | –               |                     |            |
| 1987      | Horseed FC                  | –               |                     |            |
| 1988      | Desconocido                 | Desconocido     | Desconocido         |            |
| 1989      | Mogadiscio Municipality FC  | –               |                     |            |
| 1990-2000 | No se disputó               | No se disputó   | No se disputó       |            |
| 2001      | Mogadiscio Municipality FC  | –               |                     |            |
| 2002      | Dekedaha FC                 | –               |                     |            |
| 2003      | Banaadir Telecom FC         | –               |                     |            |
| 2004      | Dekedaha FC                 | –               |                     |            |
| 2005      | Desconocido                 | Desconocido     | Desconocido         |            |
| 2006      | Desconocido                 | Desconocido     | Desconocido         |            |
| 2007      | SITT Daallo                 | 1 - 0           | Dekedaha FC         |            |
| 2008      | Desconocido                 | Desconocido     | Desconocido         |            |
| 2009      | Desconocido                 | Desconocido     | Desconocido         |            |
| 2010      | Feynuus FC                  | 0 - 0, 2 - 0    | Dekedaha FC         |            |
| 2011      | Desconocido                 | Desconocido     | Desconocido         |            |
| 2012      | Banaadir Telecom FC         | 3 - 1           | Badbaado FC         |            |
| 2013      | No se disputó               | No se disputó   | No se disputó       |            |
| 2014      | LLPP Jeenyo                 | 4 - 2           | Heegan FC           |            |
| 2015      | Horseed FC                  | 2 - 1           | Heegan FC           |            |
| 2016      | Jeenyo United FC            | 2 - 2 (4-1pen.) | Banaadir Telecom FC |            |
| 2017      | Elman FC                    | 1 - 0           | Jamhuuriya TB       |            |
| 2018      | Banaadir Telecom FC         | 4 - 3           | Horseed FC          |            |
| 2019      | Horseed FC                  | 3 - 2           | Mogadishu City Club |            |
| 2020      | Horseed FC                  | 3 - 0           | Dekedaha FC         |            |
| 2021-2022 | No se disputó               | No se disputó   | No se disputó       |            |
| 2023      | Dekedaha FC                 | 2 - 0           | Elman FC            |            |
| 2024      | Dekedaha FC                 | 2 - 0           | Mogadishu City Club |            |

## Títulos por club
| CLUB                                                       | TÍTULOS POR CLUB | TEMPORADA                          |
| ---------------------------------------------------------- | ---------------- | ---------------------------------- |
| Horseed FC                                                 | 6                | 1982, 1983, 1987, 2015, 2019, 2020 |
| Lavori Publici FC                                          | 4                | 1977, 1980, 2014, 2016             |
| Dekedaha FC (Ports FC)                                     | 4                | 2002, 2004, 2023, 2024             |
| Mogadishu City Club (Mogadiscio Municipality FC, Banaadir) | 3                | 2003, 2012, 2020                   |
| Marine Club FC                                             | 2                | 1979, 1986                         |
| Elman FC                                                   | 1                | 2017                               |
| Feynuus FC                                                 | 1                | 2010                               |
| SITT Daallo                                                | 1                | 2007                               |
| National Printing Agency FC                                | 1                | 1981                               |
| Waxcol                                                     | 1                | 1984                               |
| FC Petroleum                                               | 1                | 1985                               |